# Susid
Susid (a veces Susjed, en fuentes históricas Sustich Vsopio i Sozzed) es una fortaleza medieval en la župa de Uskoplje, en Bosnia y Herzegovina. Se encuentra sobre el cañón Bunta cerca de Kordići en el municipio de Bugojno. Su base es un cuadrilátero. En el punto más alto había una torre que servía de puesto de observación.
No se sabe cuándo ni quién lo construyó. Algunas leyendas conectan a Susid con la reina Catalina de Bosnia, pero es más probable que fuera fundada por señores feudales locales. Se menciona varias veces en fuentes históricas. A mediados del siglo XV, Susid estaba en posesión del herceg Stjepan Vukčić Kosača. Susid y otras posesiones de Stjepan fueron confirmadas por las  cartas del rey Alfonso de Aragón y Nápoles y del emperador del Sacro Imperio Romano Germánico Federico III. En 1468 o 1469, los otomanos fundaron la nahia de Skopje sa Susidom y la plaza de Gračanica. Desde 1503 Susid estaba definitivamente bajo dominio otomano. En la segunda mitad del siglo XVI, perdió su importancia y a principios del siglo XVII fue catalogada como fortaleza abandonada. Durante el dominio turco, Susid a veces tenía una tripulación de cinco soldados liderada por un dizdar. El fuerte fue abandonado antes de 1833.
Durante las investigaciones arqueológicas en 1983 se encontraron cerámicas y un antiguo pendiente croata.